# Kola (mission)
Pour les articles homonymes, voir Kola.
Kola, encore appelé Kola Mission, est un village de la Région du Littoral au Cameroun, situé dans la commune de Manjo, sur le site Communes et villes unies du Cameroun (CVUC).

## Population et développement
En 1967, la population de Kola était de 603 habitants, essentiellement des Manehas et des Bamiléké. Elle était de 545 lors du recensement de 2005. On y trouve une mission catholique et une école primaire catholique de cycle complet.